# Abelmoschus esculentus
Il gombo (Abelmoschus esculentus (L.) Moench), anche scritto gombeau o gombault, è una pianta della famiglia delle Malvacee originaria dell'Africa tropicale e coltivata nei paesi caldi. È conosciuta anche come bamia o bammia (dal nome usato in Etiopia, Egitto e altri paesi arabi; in arabo بامية‎?, bāmiya), ocra, okra od okro, o gnaouia (dal nome usato in Tunisia; in arabo tunisino ڤناوية, gnāwya). Nei paesi di lingua portoghese è nota con il nome di quiabo.

## Descrizione
La specie è perenne, spesso coltivata come annuale nei climi temperati, spesso cresce fino a circa 2 m di altezza. Le foglie sono lunghe 10-20 cm, palmatamente lobate con 5-7 lobi. I fiori hanno cinque petali di colore dal bianco al giallo, spesso con una macchia rossa o viola alla base di ciascun petalo. Il frutto è una capsula allungata con sezione pentagonale e contiene numerosi semi.

## Distribuzione
Il gombo è originario dell'Africa orientale, dell'Etiopia, dell'Eritrea e del Sudan orientale. Il gombo fu introdotto in Europa dalla conquista islamica della penisola iberica. Uno dei primi resoconti è di Abu al-Abbas al-Nabati, che visitò l'Egitto ayyubide nel 1216 e descrisse la pianta coltivata dalla gente del posto che mangiava i teneri e giovani frutti. Dall'Arabia, la pianta si diffuse lungo le coste del Mar Mediterraneo e verso est.

## Coltivazione
È coltivato sia in zone tropicali che subtropicali ed in particolare in Asia, specialmente centrale, occidentale ed in Asia Minore; fornisce frutti che sono consumati in Africa ma anche in India.
Viene coltivato anche nei Paesi dell'Europa orientale e in Italia, ove si registra il 90% di superficie coltivata in Sicilia.
I fusti del gombo e di molte malvacee sono macerati e lavorati per fornire una fibra tessile nota come fibra di gombo.

## Cucina
Il frutto di gombo è assai usato nella cucina indiana, tunisina e cajun. È presente anche nella cucina egiziana (bāmia), marocchina (ملخيا, mlukhia), bulgara (бамя), greca (bamies), bosniaca (bamije), albanese (bamje), rumena (bame), armena (բամիա), iraniana (bāmiye), libanese (bemiye), israeliana (במיה, bamya), turca (bamya), curda, brasiliana (quiabo), filippina, giapponese (オクラ okura), senegalese (kandia), così come nella cucina del Ghana e dell'Africa subsahariana in generale, dove viene impiegato per preparare una "salsa" chiamata okra soup o sauce gombo. È anche presente nella cucina caraibica, ad esempio in quella cubana (quimbombò).
Nel sud degli Stati Uniti d'America il gombo è molto conosciuto con il nome di okra ed è apprezzato particolarmente impanato e fritto in piccoli pezzi, tanto che la ricetta nota come fried okra è considerata un simbolo della cucina degli Stati meridionali dell'Unione.

## Galleria d'immagini

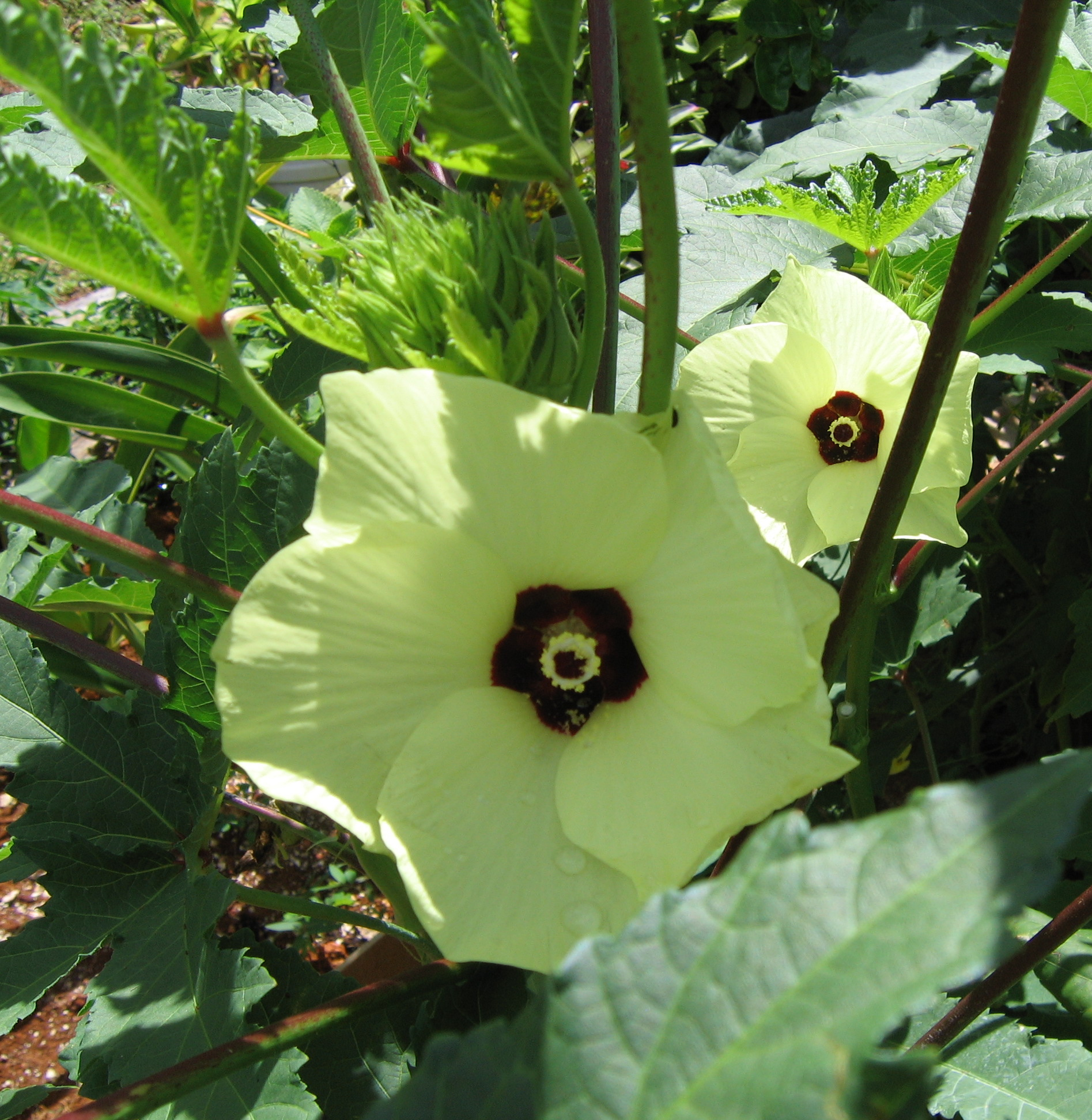
Fiori di gombo
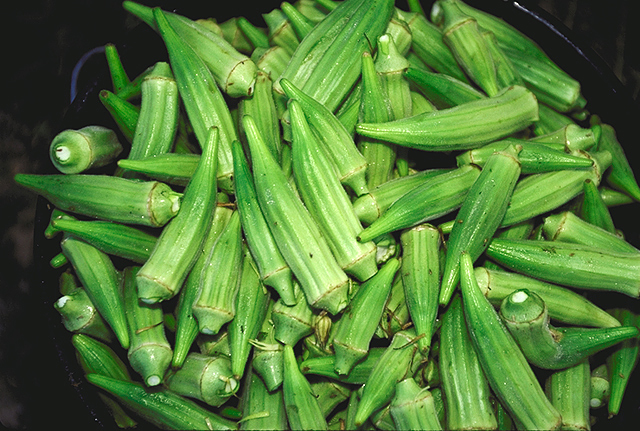
Frutti di gombo